# Leocrates oculatus
Leocrates oculatus är en ringmaskart som först beskrevs av Treadwell 1906.  Leocrates oculatus ingår i släktet Leocrates och familjen Hesionidae. Inga underarter finns listade i Catalogue of Life.